# Saison 2023 de la WTA
Cet article traite de la saison 2023 de tennis féminin. Pour la saison masculine, voir Saison 2023 de l'ATP.
Pour un article plus général, voir 2023 en tennis.
Vainqueurs des tournois majeurs

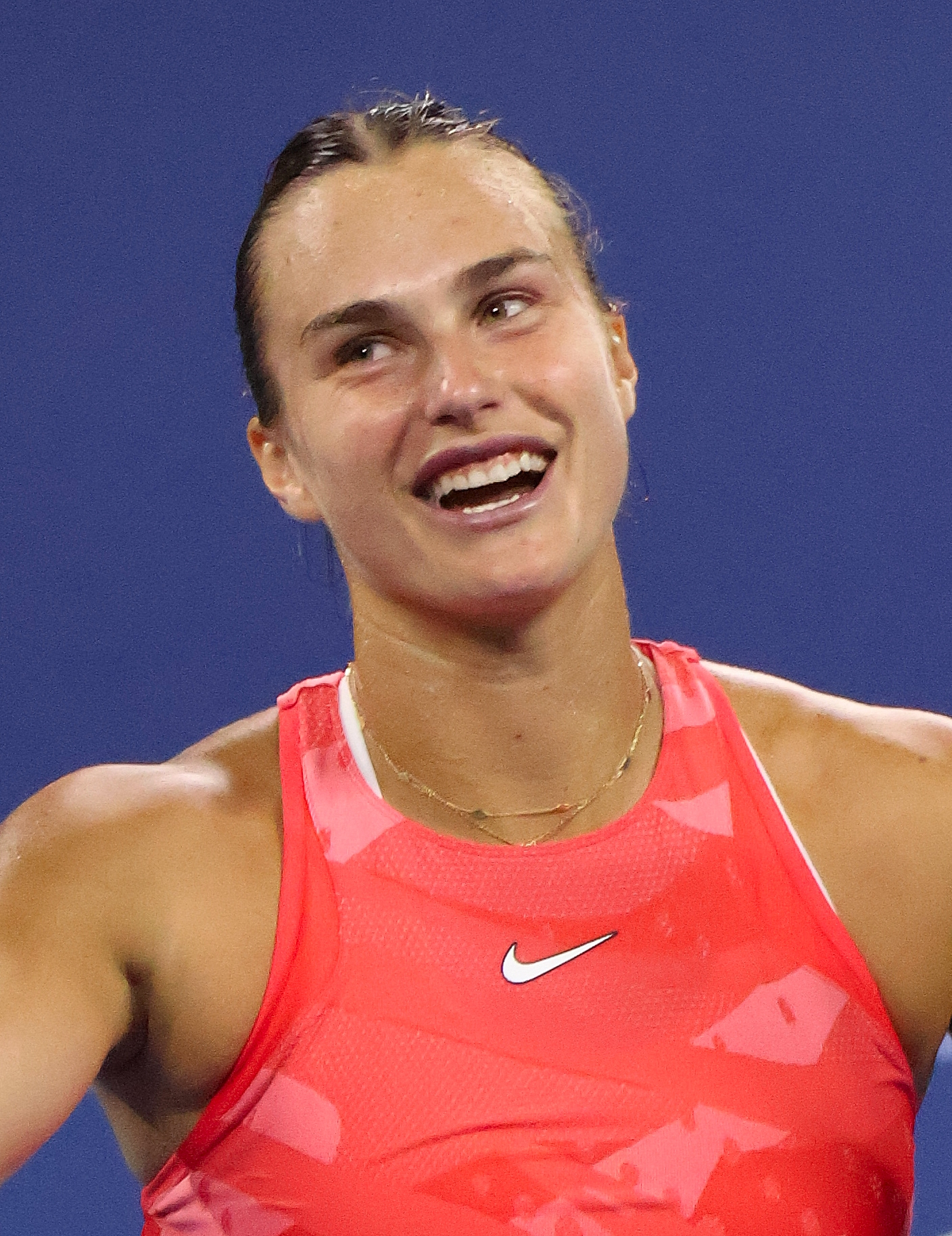
photo de Aryna Sabalenka (2023)

Cette page rassemble les résultats de la saison 2023 de tennis féminin ou WTA Tour 2023 qui est constituée de 88 tournois (jusqu'au 11 décembre 2023) répartis de la façon suivante :
- 84 sont organisés par la WTA :
  - les tournois WTA 1000 : au nombre de 9,
  - les tournois WTA 500, au nombre de 12,
  - les tournois WTA 250, au nombre de 30,
  - les tournois WTA 125, au nombre de 31,
  - le Masters ou WTA Tour Finals qui réunit les huit meilleures joueuses de la Race WTA en fin de saison,
  - le WTA Elite Trophy qui regroupe les joueuses non qualifiées pour le Masters, classées entre la 9e et la 20e place au classement,
- les 4 tournois du Grand Chelem.

À ces compétitions individuelles s'ajoutent 3 compétitions par équipes nationales :
- l'United Cup organisée conjointement par l'ATP et la WTA,
- la Hopman Cup[1] organisée conjointement par l'ATP et la WTA, de retour après 4 ans d'absence,
- la Coupe Billie Jean King organisée par l'ITF.

Bianca Andreescu, Victoria Azarenka, Simona Halep, Sofia Kenin, Angelique Kerber, Barbora Krejčíková, Svetlana Kuznetsova, Petra Kvitová, Garbiñe Muguruza, Naomi Osaka, Jeļena Ostapenko, Emma Raducanu, Elena Rybakina, Sloane Stephens, Iga Świątek et Venus Williams sont les joueuses en activité au début de la saison qui ont remporté un tournoi du Grand Chelem. Se rajoutent à cette liste Aryna Sabalenka, vainqueure de l'Open d'Australie 2023, Markéta Vondroušová, vainqueure de Wimbledon 2023 et Coco Gauff vainqueure de l'US Open 2023.

## Nouveautés 2023
- Retour du tournoi de Pékin en catégorie WTA 1000.
- Retour des tournois d'Abou Dabi et de Zhengzhou en catégorie WTA 500.
- Retour des tournois d'Auckland, de Hobart, de Hua Hin, de Linz, de Guangzhou, de Ningbo, de Hong Kong et de Nanchang en catégorie WTA 250.
- Retour des tournois du Brésil, de Cali, de Stanford et de Chicago en catégorie WTA 125.
- Retour du WTA Elite Trophy en fin de saison.
- Création des tournois de Mérida et Austin en catégorie WTA 250.
- Création des tournois de San Luis Potosí, Reus, Florence, La Bisbal, Kozerki et Barranquilla en catégorie WTA 125.

## Faits marquants
En 2023, la WTA célèbre son 50e anniversaire.
En raison des séismes de 2023 en Turquie et Syrie, le tournoi d'Istanbul, initialement programmé en avril, est annulé. Les sponsors du tournoi ont décidé d'allouer les fonds aux victimes du séisme.
Le 13 avril 2023, la WTA annonce la reprise en septembre des tournois en Chine après une suspension de 16 mois dues aux préoccupations concernant la sécurité et le bien-être de la joueuse de tennis chinoise Peng Shuai après ses allégations de relations sexuelles non-consenties avec Zhang Gaoli, membre de haut rang du Parti communiste chinois.

## Classements

### Évolution du top 10
| Rang | Évolution            | Nom    | Points |
| ---- | -------------------- | ------ | ------ |
| 1    | Iga Świątek          | 11 085 |        |
| 2    | Ons Jabeur           | 5 055  |        |
| 3    | Jessica Pegula       | 4 691  |        |
| 4    | Caroline Garcia      | 4 375  |        |
| 5    | Aryna Sabalenka      | 3 925  |        |
| 6    | María Sákkari        | 3 871  |        |
| 7    | Coco Gauff           | 3 646  |        |
| 8    | Daria Kasatkina      | 3 435  |        |
| 9    | Veronika Kudermetova | 2 795  |        |
| 10   | Simona Halep         | 2 661  |        |

| Rang | Évolution            | Nom   | Points |
| ---- | -------------------- | ----- | ------ |
| 1    | Kateřina Siniaková   | 6 890 |        |
| 2    | Veronika Kudermetova | 6 035 |        |
| 3    | Barbora Krejčíková   | 5 937 |        |
| 4    | Coco Gauff           | 5 360 |        |
| 5    | Elise Mertens        | 5 310 |        |
| 6    | Jessica Pegula       | 5 160 |        |
| 7    | Gabriela Dabrowski   | 4 740 |        |
| 8    | Giuliana Olmos       | 4 650 |        |
| 9    | Lyudmyla Kichenok    | 4 300 |        |
| 10   | Storm Sanders        | 4 265 |        |

| Rang | Évolution       | Nom                 | Points |
| ---- | --------------- | ------------------- | ------ |
| 1    | en stagnation   | Iga Świątek         | 9 295  |
| 2    | en augmentation | Aryna Sabalenka     | 9 050  |
| 3    | en augmentation | Coco Gauff          | 6 580  |
| 4    | en augmentation | Elena Rybakina      | 6 365  |
| 5    | en diminution   | Jessica Pegula      | 5 975  |
| 6    | en diminution   | Ons Jabeur          | 4 195  |
| 7    | en augmentation | Markéta Vondroušová | 4 075  |
| 8    | en augmentation | Karolína Muchová    | 3 651  |
| 9    | en diminution   | María Sákkari       | 3 620  |
| 10   | en augmentation | Barbora Krejčíková  | 2 880  |

| Rang | Évolution       | Nom                | Points |
| ---- | --------------- | ------------------ | ------ |
| 1    | en augmentation | Storm Hunter       | 6 055  |
| 2    | en augmentation | Elise Mertens      | 5 870  |
| 3    | en diminution   | Coco Gauff         | 5 755  |
| 4    | en diminution   | Jessica Pegula     | 5 755  |
| 5    | en augmentation | Laura Siegemund    | 5 585  |
| 6    | en augmentation | Hsieh Su-wei       | 5 241  |
| 7    | en augmentation | Taylor Townsend    | 5 180  |
| 8    | en diminution   | Gabriela Dabrowski | 5 115  |
| 9    | en augmentation | Vera Zvonareva     | 5 070  |
| 10   | en diminution   | Kateřina Siniaková | 4 895  |

### Résultat des gains en tournoi
| #  | Joueuse             | Pays        | Simple      | Double    | Mixte    | Total       |
| -- | ------------------- | ----------- | ----------- | --------- | -------- | ----------- |
| 1  | Iga Świątek         | Pologne     | 9 857 686 $ |           |          | 9 857 686 $ |
| 2  | Aryna Sabalenka     | Biélorussie | 8 195 703 $ | 6 950 $   |          | 8 202 653 $ |
| 3  | Coco Gauff          | États-Unis  | 5 953 882 $ | 715 740 $ |          | 6 669 622 $ |
| 4  | Jessica Pegula      | États-Unis  | 5 200 096 $ | 715 740 $ | 52 054 $ | 5 967 890 $ |
| 5  | Elena Rybakina      | Kazakhstan  | 5 429 334 $ | 64 103 $  |          | 5 493 437 $ |
| 6  | Markéta Vondroušová | Tchéquie    | 4 136 528 $ | 138 750 $ |          | 4 275 278 $ |
| 7  | Karolína Muchová    | Tchéquie    | 2 796 338 $ | 8 100 $   |          | 2 804 438 $ |
| 8  | Ons Jabeur          | Tunisie     | 3 175 679 $ | 18 885 $  |          | 3 194 564 $ |
| 9  | María Sákkari       | Grèce       | 2 600 139 $ | 5 274 $   |          | 2 605 413 $ |
| 10 | Petra Kvitová       | Tchéquie    | 2 488 381 $ |           |          | 2 488 381 $ |

Source : Classement des gains en tournoi en 2023 sur le site tennis365.com

## Palmarès
| Grand Chelem     |
| Jeux olympiques  |
| WTA Finals       |
| WTA Elite Trophy |
| Tournoi WTA 1000 |
| Tournoi WTA 500  |
| Tournoi WTA 250  |
| Tournoi WTA 125  |

### Simple
Sur la base de la publication WTA du 02/06/2023 amendée le 06/08/2023.

| No | Date       | Nom et lieu du tournoi                                    | Catégorie    | Dotation       | Surface      | Vainqueure             | Finaliste                | Score           |         |
| -- | ---------- | --------------------------------------------------------- | ------------ | -------------- | ------------ | ---------------------- | ------------------------ | --------------- | ------- |
| 1  | 01-01-2023 | Adélaïde International 1, Adélaïde                        | WTA 500      | 826 837 $      | Dur (ext.)   | Aryna Sabalenka        | Linda Nosková            | 6-3, 7-64       | Tableau |
| 2  | 02-01-2023 | ASB Classic, Auckland                                     | WTA 250      | 259 303 $      | Dur (ext.)   | Coco Gauff             | Rebeka Masarova          | 6-1, 6-1        | Tableau |
| 3  | 09-01-2023 | Adélaïde International 2, Adélaïde                        | WTA 500      | 780 637 $      | Dur (ext.)   | Belinda Bencic         | Daria Kasatkina          | 6-0, 6-2        | Tableau |
| 4  | 09-01-2023 | Hobart International, Hobart                              | WTA 250      | 259 303 $      | Dur (ext.)   | Lauren Davis           | Elisabetta Cocciaretto   | 7-60, 6-2       | Tableau |
| 5  | 16-01-2023 | Australian Open, Melbourne                                | G. Chelem    | 34 848 000 AU$ | Dur (ext.)   | Aryna Sabalenka        | Elena Rybakina           | 4-6, 6-3, 6-4   | Tableau |
| 6  | 30-01-2023 | Thailand Open, Hua Hin                                    | WTA 250      | 259 303 $      | Dur (ext.)   | Zhu Lin                | Lesia Tsurenko           | 6-4, 6-4        | Tableau |
| 7  | 30-01-2023 | Open 6e sens Métropole de Lyon, Lyon                      | WTA 250      | 259 303 $      | Dur (int.)   | Alycia Parks           | Caroline Garcia          | 7-67, 7-5       | Tableau |
| 8  | 30-01-2023 | Copa Oster, Cali                                          | WTA 125      | 115 000 $      | Terre (ext.) | Nadia Podoroska        | Paula Ormaechea          | 6-4, 6-2        | Tableau |
| 9  | 06-02-2023 | Mubadala Abu Dhabi Open, Abou Dabi                        | WTA 500      | 780 637 $      | Dur (ext.)   | Belinda Bencic         | Liudmila Samsonova       | 1-6, 7-68, 6-4  | Tableau |
| 10 | 06-02-2023 | Upper Austria Ladies Linz, Linz                           | WTA 250      | 259 303 $      | Dur (int.)   | Anastasia Potapova     | Petra Martić             | 6-3, 6-1        | Tableau |
| 11 | 13-02-2023 | Qatar TotalEnergies Open, Doha                            | WTA 500      | 780 637 $      | Dur (ext.)   | Iga Świątek            | Jessica Pegula           | 6-3, 6-0        | Tableau |
| 12 | 19-02-2023 | Dubaï Duty Free Tennis Championships, Dubaï               | WTA 1000     | 2 788 468 $    | Dur (ext.)   | Barbora Krejčíková     | Iga Świątek              | 6-4, 6-2        | Tableau |
| 13 | 20-02-2023 | Merida Open Akron, Mérida                                 | WTA 250      | 259 303 $      | Dur (ext.)   | Camila Giorgi          | Rebecca Peterson         | 7-63, 1-6, 6-2  | Tableau |
| 14 | 27-02-2023 | Abierto GNP Seguros, Monterrey                            | WTA 250      | 259 303 $      | Dur (ext.)   | Donna Vekić            | Caroline Garcia          | 6-4, 3-6, 7-5   | Tableau |
| 15 | 27-02-2023 | ATX Open, Austin                                          | WTA 250      | 259 303 $      | Dur (ext.)   | Marta Kostyuk          | Varvara Gracheva         | 6-3, 7-5        | Tableau |
| 16 | 08-03-2023 | BNP Paribas Open, Indian Wells                            | WTA 1000     | 8 800 000 $    | Dur (ext.)   | Elena Rybakina         | Aryna Sabalenka          | 7-611, 6-4      | Tableau |
| 17 | 21-03-2023 | Miami Open presented by Itaú, Miami                       | WTA 1000     | 8 800 000 $    | Dur (ext.)   | Petra Kvitová          | Elena Rybakina           | 7-614, 6-2      | Tableau |
| 18 | 27-03-2023 | San Luis Potosí 125, San Luis Potosí                      | WTA 125      | 115 000 $      | Terre (ext.) | Elisabetta Cocciaretto | Sara Errani              | 5-7, 6-4, 7-5   | Tableau |
| 19 | 03-04-2023 | Credit One Charleston Open, Charleston                    | WTA 500      | 780 637 $      | Terre (ext.) | Ons Jabeur             | Belinda Bencic           | 7-66, 6-4       | Tableau |
| 20 | 03-04-2023 | Copa Colsanitas presentado por Zurich, Bogota             | WTA 250      | 259 303 $      | Terre (ext.) | Tatjana Maria          | Peyton Stearns           | 6-3, 2-6, 6-4   | Tableau |
| 21 | 17-04-2023 | Porsche Tennis Grand Prix, Stuttgart                      | WTA 500      | 780 637 $      | Terre (int.) | Iga Świątek            | Aryna Sabalenka          | 6-3, 6-4        | Tableau |
| 22 | 25-04-2023 | Mutua Madrid Open, Madrid                                 | WTA 1000     | 7 652 174 $    | Terre (ext.) | Aryna Sabalenka        | Iga Świątek              | 6-3, 3-6, 6-3   | Tableau |
| 23 | 01-05-2023 | Open 35 de Saint-Malo, Saint-Malo                         | WTA 125      | 115 000 $      | Terre (ext.) | Sloane Stephens        | Greet Minnen             | 6-3, 6-4        | Tableau |
| 24 | 02-05-2023 | Catalonia Open WTA 125, Reus                              | WTA 125      | 115 000 $      | Terre (ext.) | Sorana Cîrstea         | Elizabeth Mandlik        | 6-1, 4-6, 7-61  | Tableau |
| 25 | 08-05-2023 | Internazionali BNL d'Italia, Rome                         | WTA 1000     | 3 572 618 $    | Terre (ext.) | Elena Rybakina         | Anhelina Kalinina        | 6-4, 1-0 ab.    | Tableau |
| 26 | 15-05-2023 | Firenze Ladies Open, Florence                             | WTA 125      | 115 000 $      | Terre (ext.) | Jasmine Paolini        | Taylor Townsend          | 6-3, 7-5        | Tableau |
| 27 | 15-05-2023 | Trophée Clarins, Paris                                    | WTA 125      | 115 000 $      | Terre (ext.) | Diane Parry            | Caty McNally             | Forfait         | Tableau |
| 28 | 21-05-2023 | Internationaux de Strasbourg, Strasbourg                  | WTA 250      | 259 303 $      | Terre (ext.) | Elina Svitolina        | Anna Blinkova            | 6-2, 6-3        | Tableau |
| 29 | 21-05-2023 | Grand Prix SAR La Princesse Lalla Meryem, Rabat           | WTA 250      | 259 303 $      | Terre (ext.) | Lucia Bronzetti        | Julia Grabher            | 6-4, 5-7, 7-5   | Tableau |
| 30 | 28-05-2023 | Roland-Garros, Paris                                      | G. Chelem    | 49 600 000 €   | Terre (ext.) | Iga Świątek            | Karolína Muchová         | 6-2, 5-7, 6-4   | Tableau |
| 31 | 05-06-2023 | Makarska International Championships, Makarska            | WTA 125      | 115 000 $      | Terre (ext.) | Mayar Sherif           | Jasmine Paolini          | 2-6, 7-66, 7-5  | Tableau |
| 32 | 05-06-2023 | Open Internacional Femeni Solgironès, La Bisbal d'Empordà | WTA 125      | 115 000 $      | Terre (ext.) | Arantxa Rus            | Panna Udvardy            | 7-62, 6-3       | Tableau |
| 33 | 12-06-2023 | Libema Open, Bois-le-Duc                                  | WTA 250      | 259 303 $      | Gazon (ext.) | Ekaterina Alexandrova  | Veronika Kudermetova     | 4-6, 6-4, 7-63  | Tableau |
| 34 | 12-06-2023 | Rothesay Open Nottingham, Nottingham                      | WTA 250      | 259 303 $      | Gazon (ext.) | Katie Boulter          | Jodie Burrage            | 6-3, 6-3        | Tableau |
| 35 | 12-06-2023 | BBVA Open Internacional de Valencia, Valence              | WTA 125      | 115 000 $      | Terre (ext.) | Mayar Sherif           | Marina Bassols Ribera    | 6-3, 6-3        | Tableau |
| 36 | 19-06-2023 | Rothesay Classic Birmingham, Birmingham                   | WTA 250      | 259 303 $      | Gazon (ext.) | Jeļena Ostapenko       | Barbora Krejčíková       | 7-68, 6-4       | Tableau |
| 37 | 19-06-2023 | Bett1Open, Berlin                                         | WTA 500      | 780 637 $      | Gazon (ext.) | Petra Kvitová          | Donna Vekić              | 6-2, 7-66       | Tableau |
| 38 | 19-06-2023 | Veneto Open, Gaiba                                        | WTA 125      | 115 000 $      | Gazon (ext.) | Ashlyn Krueger         | Tatjana Maria            | 3-6, 6-4, 7-5   | Tableau |
| 39 | 25-06-2023 | Rothesay International Eastbourne, Eastbourne             | WTA 500      | 780 637 $      | Gazon (ext.) | Madison Keys           | Daria Kasatkina          | 6-2, 7-613      | Tableau |
| 40 | 25-06-2023 | Bad Homburg Open by Engel & Völkers, Bad Homburg          | WTA 250      | 259 303 $      | Gazon (ext.) | Kateřina Siniaková     | Lucia Bronzetti          | 6-2, 7-65       | Tableau |
| 41 | 03-07-2023 | The Championships, Wimbledon                              | G. Chelem    | NC             | Gazon (ext.) | Markéta Vondroušová    | Ons Jabeur               | 6-4, 6-4        | Tableau |
| 42 | 10-07-2023 | Nordea Open, Båstad                                       | WTA 125      | 115 000 $      | Terre (ext.) | Olga Danilović         | Emma Navarro             | 7-64, 3-6, 6-3  | Tableau |
| 43 | 10-07-2023 | Grand Est Open 88, Contrexéville                          | WTA 125      | 115 000 $      | Terre (ext.) | Arantxa Rus            | Anastasia Pavlyuchenkova | 6-3, 6-3        | Tableau |
| 44 | 17-07-2023 | Hungarian Grand Prix, Budapest                            | WTA 250      | 259 303 $      | Terre (ext.) | Maria Timofeeva        | Kateryna Baindl          | 6-3, 3-6, 6-0   | Tableau |
| 45 | 17-07-2023 | BCR Iași Open, Iași                                       | WTA 125      | 115 000 $      | Terre (ext.) | Ana Bogdan             | Irina-Camelia Begu       | 6-2, 6-3        | Tableau |
| 46 | 17-07-2023 | 34th Palermo Ladies Open, Palerme                         | WTA 250      | 259 303 $      | Terre (ext.) | Zheng Qinwen           | Jasmine Paolini          | 6-4, 1-6, 6-1   | Tableau |
| 47 | 23-07-2023 | Hamburg European Open, Hambourg                           | WTA 250      | 259 303 $      | Terre (ext.) | Arantxa Rus            | Noma Noha Akugue         | 6-0, 7-63       | Tableau |
| 48 | 24-07-2023 | Ladies Open Lausanne, Lausanne                            | WTA 250      | 259 303 $      | Terre (ext.) | Elisabetta Cocciaretto | Clara Burel              | 7-5, 4-6, 6-4   | Tableau |
| 49 | 24-07-2023 | BNP Paribas Poland Open, Varsovie                         | WTA 250      | 259 303 $      | Dur (ext.)   | Iga Świątek            | Laura Siegemund          | 6-0, 6-1        | Tableau |
| 50 | 31-07-2023 | Livesport Prague Open, Prague                             | WTA 250      | 259 303 $      | Dur (ext.)   | Nao Hibino             | Linda Nosková            | 6-4, 6-1        | Tableau |
| 51 | 31-07-2023 | Mubadala Citi DC Open, Washington                         | WTA 500      | 780 637 $      | Dur (ext.)   | Coco Gauff             | María Sákkari            | 6-2, 6-3        | Tableau |
| 52 | 07-08-2023 | Polish Open, Kozerki                                      | WTA 125      | 115 000 $      | Dur (ext.)   | Dayana Yastremska      | Greet Minnen             | 2-6, 6-1, 6-3   | Tableau |
| 53 | 07-08-2023 | Omnium National Bank Presented by Rogers, Montréal        | WTA 1000     | 2 788 468 $    | Dur (ext.)   | Jessica Pegula         | Liudmila Samsonova       | 6-1, 6-0        | Tableau |
| 54 | 14-08-2023 | Golden Gate Open at Stanford, Stanford                    | WTA 125      | 115 000 $      | Dur (ext.)   | Wang Yafan             | Kamilla Rakhimova        | 6-2, 6-0        | Tableau |
| 55 | 14-08-2023 | Baranquilla Open 2023, Barranquilla                       | WTA 125      | 115 000 $      | Dur (ext.)   | Tatjana Maria          | Fiona Ferro              | 6-1, 6-2        | Tableau |
| 56 | 14-08-2023 | Western & Southern Open, Cincinnati                       | WTA 1000     | 2 788 468 $    | Dur (ext.)   | Coco Gauff             | Karolína Muchová         | 6-3, 6-4        | Tableau |
| 57 | 21-08-2023 | Tennis in the Land, Cleveland                             | WTA 250      | 259 303 $      | Dur (ext.)   | Sara Sorribes Tormo    | Ekaterina Alexandrova    | 3-6, 6-4, 6-4   | Tableau |
| 58 | 21-08-2023 | Chicago Women's Open, Chicago                             | WTA 125      | 125 000 $      | Dur (ext.)   | Viktoriya Tomova       | Claire Liu               | 6-1, 6-4        | Tableau |
| 59 | 28-08-2023 | US Open, Flushing Meadows                                 | G. Chelem    | 29 488 400 $   | Dur (ext.)   | Coco Gauff             | Aryna Sabalenka          | 2-6, 6-3, 6-2   | Tableau |
| 60 | 04-09-2023 | Open delle Puglie, Bari                                   | WTA 125      | 115 000 $      | Terre (ext.) | Tamara Zidansek        | Rebecca Šramková         | 3-6, 7-5, 6-1   | Tableau |
| 61 | 11-09-2023 | Cymbiotika San Diego Open, San Diego                      | WTA 500      | 780 637 $      | Dur (ext.)   | Barbora Krejčíková     | Sofia Kenin              | 6-4, 2-6, 6-4   | Tableau |
| 62 | 11-09-2023 | Kinoshita Group Japan Open, Osaka                         | WTA 250      | 259 303 $      | Dur (ext.)   | Ashlyn Krueger         | Zhu Lin                  | 6-3, 7-66       | Tableau |
| 63 | 11-09-2023 | Țiriac Foundation Trophy, Bucarest                        | WTA 125      | 115 000 $      | Terre (ext.) | Astra Sharma           | Sara Errani              | 0-6, 7-5, 6-2   | Tableau |
| 64 | 11-09-2023 | Zavarovalnica Sava Ljubljana, Ljubljana                   | WTA 125      | 115 000 $      | Terre (ext.) | Marina Bassols Ribera  | Zeynep Sönmez            | 6-0, 7-62       | Tableau |
| 65 | 17-09-2023 | Guadalajara Open Akron, Guadalajara                       | WTA 1000     | 2 788 468 $    | Dur (ext.)   | María Sákkari          | Caroline Dolehide        | 7-5, 6-3        | Tableau |
| 66 | 18-09-2023 | Galaxy Holding Group Guangzhou Open, Guangzhou            | WTA 250      | 259 303 $      | Dur (ext.)   | Wang Xiyu              | Magda Linette            | 6-0, 6-2        | Tableau |
| 67 | 18-09-2023 | Parma Ladies Open, Parme                                  | WTA 125      | 115 000 $      | Terre (ext.) | Ana Bogdan             | A.K. Schmiedlová         | 7-5, 6-1        | Tableau |
| 68 | 25-09-2023 | Toray Pan Pacific Open, Tokyo                             | WTA 500      | 780 637 $      | Dur (ext.)   | Veronika Kudermetova   | Jessica Pegula           | 7-5, 6-1        | Tableau |
| 69 | 25-09-2023 | Ningbo Open, Ningbo                                       | WTA 250      | 259 303 $      | Dur (ext.)   | Ons Jabeur             | Diana Shnaider           | 6-2, 6-1        | Tableau |
| 70 | 30-09-2023 | China Open, Pékin                                         | WTA 1000     | 8 127 389 $    | Dur (ext.)   | Iga Świątek            | Liudmila Samsonova       | 6-2, 6-2        | Tableau |
| 71 | 09-10-2023 | Zhengzhou Open, Zhengzhou                                 | WTA 500      | 780 637 $      | Dur (ext.)   | Zheng Qinwen           | Barbora Krejčíková       | 2-6, 6-2, 6-4   | Tableau |
| 72 | 09-10-2023 | Hana Bank Korea Open, Séoul                               | WTA 250      | 259 303 $      | Dur (ext.)   | Jessica Pegula         | Yuan Yue                 | 6-2, 6-3        | Tableau |
| 73 | 09-10-2023 | Prudential Hong Kong tennis Open, Hong Kong               | WTA 250      | 259 303 $      | Dur (ext.)   | Leylah Fernandez       | Kateřina Siniaková       | 3-6, 6-4, 6-4   | Tableau |
| 74 | 09-10-2023 | Open de Rouen Capfinances, Rouen                          | WTA 125      | 115 000 $      | Dur (int.)   | Viktorija Golubic      | Erika Andreeva           | 6-4, 6-1        | Tableau |
| 75 | 16-10-2023 | Jiangxi Open, Nanchang                                    | WTA 250      | 259 303 $      | Dur (ext.)   | Kateřina Siniaková     | Marie Bouzková           | 1-6, 7-65, 7-64 | Tableau |
| 76 | 16-10-2023 | Jasmin Open Monastir, Monastir                            | WTA 250      | 259 303 $      | Dur (ext.)   | Elise Mertens          | Jasmine Paolini          | 6-3, 6-0        | Tableau |
| 77 | 16-10-2023 | Transylvania Open, Cluj-Napoca                            | WTA 250      | 259 303 $      | Dur (int.)   | Tamara Korpatsch       | Elena-Gabriela Ruse      | 6-3, 6-4        | Tableau |
| 78 | 23-10-2023 | WTA Elite Trophy, Zhuhai                                  | Elite Trophy | 2 419 844 $    | Dur (int.)   | Beatriz Haddad Maia    | Zheng Qinwen             | 7-611, 7-64     | Tableau |
| 79 | 23-10-2023 | Abierto Tampico, Tampico                                  | WTA 125      | 115 000 $      | Dur (ext.)   | Emina Bektas           | Anna Kalinskaya          | 6-3, 3-6, 7-63  | Tableau |
| 80 | 30-10-2023 | WTA Finals, Cancún                                        | Masters      | 9 000 000 $    | Dur (ext.)   | Iga Świątek            | Jessica Pegula           | 6-1, 6-0        | Tableau |
| 81 | 30-10-2023 | Dow Tennis Classic, Midland                               | WTA 125      | 115 000 $      | Dur (int.)   | Anna Kalinskaya        | Jana Fett                | 7-5, 6-4        | Tableau |
| 82 | 13-11-2023 | LP Open by IND, Colina                                    | WTA 125      | 115 000 $      | Terre (ext.) | Sára Bejlek            | Diane Parry              | 6-2, 6-1        | Tableau |
| 83 | 20-11-2023 | MundoTenis Open, Florianópolis                            | WTA 125      | 115 000 $      | Terre (ext.) | Ajla Tomljanović       | M. Capurro Taborda       | 6-1, 7-5        | Tableau |
| 84 | 27-11-2023 | Crèdit Andorrà Open, Andorre-la-Vieille                   | WTA 125      | 115 000 $      | Dur (int.)   | Marina Bassols Ribera  | Erika Andreeva           | 7-5, 7-63       | Tableau |
| 85 | 27-11-2023 | IEB+ Argentina Open, Buenos Aires                         | WTA 125      | 115 000 $      | Terre (ext.) | Laura Pigossi          | María Carlé              | 6-3, 6-2        | Tableau |
| 86 | 04-12-2023 | Open Angers Arena Loire, Angers                           | WTA 125      | 115 000 $      | Dur (int.)   | Clara Burel            | Chloé Paquet             | 6-3, 4-6, 6-2   | Tableau |
| 87 | 11-12-2023 | Montevideo Open, Montevideo                               | WTA 125      | 115 000 $      | Terre (ext.) | Renata Zarazúa         | Diane Parry              | 7-5, 3-6, 6-4   | Tableau |
| 88 | 11-12-2023 | Open BLS de Limoges, Limoges                              | WTA 125      | 115 000 $      | Dur (int.)   | Cristina Bucșa         | Elsa Jacquemot           | 2-6, 6-1, 6-2   | Tableau |

### Double
| No | Date       | Nom et lieu du tournoi                                   | Catégorie    | Dotation       | Surface      | Vainqueures                                    | Finalistes                                | Score              |         |
| -- | ---------- | -------------------------------------------------------- | ------------ | -------------- | ------------ | ---------------------------------------------- | ----------------------------------------- | ------------------ | ------- |
| 1  | 01-01-2023 | Adélaïde International 1 Adélaïde                        | WTA 500      | 826 837 $      | Dur (ext.)   | Asia Muhammad Taylor Townsend                  | Storm Hunter Kateřina Siniaková           | 6-2, 7-62          | Tableau |
| 2  | 02-01-2023 | ASB Classic Auckland                                     | WTA 250      | 259 303 $      | Dur (ext.)   | Miyu Kato Aldila Sutjiadi                      | Leylah Fernandez Bethanie Mattek-Sands    | 1-6, 7-5, [10-4]   | Tableau |
| 3  | 09-01-2023 | Adélaïde International 2 Adélaïde                        | WTA 500      | 780 637 $      | Dur (ext.)   | Luisa Stefani Taylor Townsend                  | Anastasia Pavlyuchenkova Elena Rybakina   | 7-5, 7-63          | Tableau |
| 4  | 09-01-2023 | Hobart International Hobart                              | WTA 250      | 259 303 $      | Dur (ext.)   | Kirsten Flipkens Laura Siegemund               | Viktorija Golubic Panna Udvardy           | 6-4, 7-5           | Tableau |
| 5  | 16-01-2023 | Australian Open Melbourne                                | G. Chelem    | 34 848 000 AU$ | Dur (ext.)   | Barbora Krejčíková Kateřina Siniaková          | Shuko Aoyama Ena Shibahara                | 6-4, 6-3           | Tableau |
| 6  | 30-01-2023 | Thailand Open Hua Hin                                    | WTA 250      | 259 303 $      | Dur (ext.)   | Chan Hao-ching Wu Fang-hsien                   | Wang Xinyu Zhu Lin                        | 6-1, 7-66          | Tableau |
| 7  | 30-01-2023 | Open 6e sens Métropole de Lyon Lyon                      | WTA 250      | 259 303 $      | Dur (int.)   | Cristina Bucșa Bibiane Schoofs                 | Olga Danilović Alexandra Panova           | 7-65, 6-3          | Tableau |
| 8  | 30-01-2023 | Copa Oster Cali                                          | WTA 125      | 115 000 $      | Terre (ext.) | Weronika Falkowska Katarzyna Kawa              | Kyōka Okamura You Xiaodi                  | 6-1, 5-7, [10–6]   | Tableau |
| 9  | 06-02-2023 | Mubadala Abu Dhabi Open Abou Dabi                        | WTA 500      | 780 637 $      | Dur (ext.)   | Luisa Stefani Zhang Shuai                      | Shuko Aoyama Chan Hao-ching               | 3-6, 6-2, [10-8]   | Tableau |
| 10 | 06-02-2023 | Upper Austria Ladies Linz Linz                           | WTA 250      | 259 303 $      | Dur (int.)   | Natela Dzalamidze Viktória Kužmová             | Anna-Lena Friedsam Nadiia Kichenok        | 4-6, 7-5, [12-10]  | Tableau |
| 11 | 13-02-2023 | Qatar TotalEnergies Open Doha                            | WTA 500      | 780 637 $      | Dur (ext.)   | Coco Gauff Jessica Pegula                      | Lyudmyla Kichenok Jeļena Ostapenko        | 6-4, 2-6, [10-7]   | Tableau |
| 12 | 19-02-2023 | Dubaï Duty Free Tennis Championships Dubaï               | WTA 1000     | 2 788 468 $    | Dur (ext.)   | Veronika Kudermetova Liudmila Samsonova        | Chan Hao-ching Latisha Chan               | 6-4, 64-7, [10-1]  | Tableau |
| 13 | 20-02-2023 | Merida Open Akron Mérida                                 | WTA 250      | 259 303 $      | Dur (ext.)   | Caty McNally Diane Parry                       | Wang Xinyu Wu Fang-hsien                  | 6-0, 7-5           | Tableau |
| 14 | 27-02-2023 | Abierto GNP Seguros Monterrey                            | WTA 250      | 259 303 $      | Dur (ext.)   | Yuliana Lizarazo María Paulina Pérez           | Kimberly Birrell F. Contreras Gómez       | 6-3, 5-7, [10-5]   | Tableau |
| 15 | 27-02-2023 | ATX Open Austin                                          | WTA 250      | 259 303 $      | Dur (ext.)   | Erin Routliffe Aldila Sutjiadi                 | Nicole Melichar-Martinez Ellen Perez      | 6-4, 3-6, [10-8]   | Tableau |
| 16 | 08-03-2023 | BNP Paribas Open Indian Wells                            | WTA 1000     | 8 800 000 $    | Dur (ext.)   | Barbora Krejčíková Kateřina Siniaková          | Beatriz Haddad Maia Laura Siegemund       | 6-1, 63-7, [10-7]  | Tableau |
| 17 | 21-03-2023 | Miami Open presented by Itaú Miami                       | WTA 1000     | 8 800 000 $    | Dur (ext.)   | Coco Gauff Jessica Pegula                      | Leylah Fernandez Taylor Townsend          | 7-66, 6-2          | Tableau |
| 18 | 27-03-2023 | San Luis Potosí 125 San Luis Potosí                      | WTA 125      | 115 000 $      | Terre (ext.) | Aliona Bolsova Andrea Gámiz                    | Oksana Kalashnikova Katarzyna Piter       | 7-65, 6-4          | Tableau |
| 19 | 03-04-2023 | Credit One Charleston Open Charleston                    | WTA 500      | 780 637 $      | Terre (ext.) | Danielle Collins Desirae Krawczyk              | Giuliana Olmos Ena Shibahara              | 0-6, 6-4, [14-12]  | Tableau |
| 20 | 03-04-2023 | Copa Colsanitas presentado por Zurich Bogota             | WTA 250      | 259 303 $      | Terre (ext.) | Irina Khromacheva Iryna Shymanovich            | Oksana Kalashnikova Katarzyna Piter       | 6-1, 3-6, [10-6]   | Tableau |
| 21 | 17-04-2023 | Porsche Tennis Grand Prix Stuttgart                      | WTA 500      | 780 637 $      | Terre (int.) | Desirae Krawczyk Demi Schuurs                  | Nicole Melichar-Martinez Giuliana Olmos   | 6-4, 6-1           | Tableau |
| 22 | 25-04-2023 | Mutua Madrid Open Madrid                                 | WTA 1000     | 7 652 174 $    | Terre (ext.) | Victoria Azarenka Beatriz Haddad Maia          | Coco Gauff Jessica Pegula                 | 6-1, 6-4           | Tableau |
| 23 | 01-05-2023 | Open 35 de Saint-Malo Saint-Malo                         | WTA 125      | 115 000 $      | Terre (ext.) | Greet Minnen Bibiane Schoofs                   | Ulrikke Eikeri Eri Hozumi                 | 7-67, 7-63         | Tableau |
| 24 | 02-05-2023 | Catalonia Open WTA 125 Reus                              | WTA 125      | 115 000 $      | Terre (ext.) | Storm Hunter Ellen Perez                       | Alexa Guarachi Erin Routliffe             | 6-1, 7-68          | Tableau |
| 25 | 08-05-2023 | Internazionali BNL d'Italia Rome                         | WTA 1000     | 3 572 618 $    | Terre (ext.) | Storm Hunter Elise Mertens                     | Coco Gauff Jessica Pegula                 | 6-4, 6-4           | Tableau |
| 26 | 15-05-2023 | Firenze Ladies Open Florence                             | WTA 125      | 115 000 $      | Terre (ext.) | Vivian Heisen Ingrid Neel                      | Asia Muhammad Giuliana Olmos              | 1-6, 6-2, [10-8]   | Tableau |
| 27 | 15-05-2023 | Trophée Clarins Paris                                    | WTA 125      | 115 000 $      | Terre (ext.) | Anna Danilina Vera Zvonareva                   | Nadiia Kichenok Alycia Parks              | 5-7, 7-62, [14-12] | Tableau |
| 28 | 21-05-2023 | Internationaux de Strasbourg Strasbourg                  | WTA 250      | 259 303 $      | Terre (ext.) | Xu Yifan Yang Zhaoxuan                         | Desirae Krawczyk Giuliana Olmos           | 6-3, 6-2           | Tableau |
| 29 | 21-05-2023 | Grand Prix SAR La Princesse Lalla Meryem Rabat           | WTA 250      | 259 303 $      | Terre (ext.) | Sabrina Santamaria Yana Sizikova               | Lidziya Marozava Ingrid Gamarra Martins   | 3-6, 6-1, [10-8]   | Tableau |
| 30 | 28-05-2023 | Roland-Garros Paris                                      | G. Chelem    | NC             | Terre (ext.) | Hsieh Su-wei Wang Xinyu                        | Leylah Fernandez Taylor Townsend          | 1-6, 7-65, 6-1     | Tableau |
| 31 | 05-06-2023 | Makarska International Championships Makarska            | WTA 125      | 115 000 $      | Terre (ext.) | Ingrid Neel Wu Fang-hsien                      | Anna Sisková Renata Voráčová              | 6-3, 7-5           | Tableau |
| 32 | 05-06-2023 | Open Internacional Femeni Solgironès La Bisbal d'Empordà | WTA 125      | 115 000 $      | Terre (ext.) | Caroline Dolehide Diana Shnaider               | Aliona Bolsova Rebeka Masarova            | 7-65, 6-3          | Tableau |
| 33 | 12-06-2023 | Libema Open Bois-le-Duc                                  | WTA 250      | 259 303 $      | Gazon (ext.) | Shuko Aoyama Ena Shibahara                     | Viktória Hrunčáková Tereza Mihalíková     | 6-3, 6-3           | Tableau |
| 34 | 12-06-2023 | Rothesay Open Nottingham Nottingham                      | WTA 250      | 259 303 $      | Gazon (ext.) | Ulrikke Eikeri Ingrid Neel                     | Harriet Dart Heather Watson               | 7-66, 5-7, [10-8]  | Tableau |
| 35 | 12-06-2023 | BBVA Open Internacional de Valencia Valence              | WTA 125      | 115 000 $      | Terre (ext.) | Aliona Bolsova Andrea Gámiz                    | Angelina Gabueva Irina Khromacheva        | 6-4, 4-6, [10-7]   | Tableau |
| 36 | 19-06-2023 | Rothesay Classic Birmingham Birmingham                   | WTA 250      | 259 303 $      | Gazon (ext.) | Marta Kostyuk Barbora Krejčíková               | Storm Hunter Alycia Parks                 | 6-2, 7-67          | Tableau |
| 37 | 19-06-2023 | Bett1Open Berlin                                         | WTA 500      | 780 637 $      | Gazon (ext.) | Caroline Garcia Luisa Stefani                  | Kateřina Siniaková Markéta Vondroušová    | 4-6, 7-68, [10-4]  | Tableau |
| 38 | 19-06-2023 | Veneto Open Gaiba                                        | WTA 125      | 115 000 $      | Gazon (ext.) | Han Na-lae Jang Su-jeong                       | Weronika Falkowska Katarzyna Piter        | 6-3, 3-6, [10-6]   | Tableau |
| 39 | 25-06-2023 | Rothesay International Eastbourne Eastbourne             | WTA 500      | 780 637 $      | Gazon (ext.) | Desirae Krawczyk Demi Schuurs                  | Nicole Melichar Ellen Perez               | 6-2, 6-4           | Tableau |
| 40 | 25-06-2023 | Bad Homburg Open by Engel & Völkers Bad Homburg          | WTA 250      | 259 303 $      | Gazon (ext.) | Ingrid Gamarra Martins Lidziya Marozava        | Eri Hozumi Monica Niculescu               | 6-0, 7-63          | Tableau |
| 41 | 03-07-2023 | The Championships Wimbledon                              | G. Chelem    | NC             | Gazon (ext.) | Hsieh Su-wei Barbora Strýcová                  | Storm Hunter Elise Mertens                | 7-5, 6-4           | Tableau |
| 42 | 10-07-2023 | Nordea Open Båstad                                       | WTA 125      | 115 000 $      | Terre (ext.) | Irina Khromacheva Panna Udvardy                | Eri Hozumi Jang Su-jeong                  | 4-6, 6-3, [10-5]   | Tableau |
| 43 | 10-07-2023 | Grand Est Open 88 Contrexéville                          | WTA 125      | 115 000 $      | Terre (ext.) | Cristina Bucșa Alena Fomina                    | Amina Anshba Anastasia Dețiuc             | 4-6, 6-3, [10-7]   | Tableau |
| 44 | 17-07-2023 | Hungarian Grand Prix Budapest                            | WTA 250      | 259 303 $      | Terre (ext.) | Katarzyna Piter Fanny Stollár                  | Jessie Aney Anna Sisková                  | 6-2, 4-6, [10-4]   | Tableau |
| 45 | 17-07-2023 | BCR Iași Open Iași                                       | WTA 125      | 115 000 $      | Terre (ext.) | Veronika Erjavec Dalila Jakupović              | Irina Bara Monica Niculescu               | 6-4, 6-4           | Tableau |
| 46 | 17-07-2023 | 34th Palermo Ladies Open Palerme                         | WTA 250      | 259 303 $      | Terre (ext.) | Yana Sizikova Kimberley Zimmermann             | Angelica Moratelli Camilla Rosatello      | 6-2, 6-4           | Tableau |
| 47 | 23-07-2023 | Hamburg European Open Hambourg                           | WTA 250      | 259 303 $      | Terre (ext.) | Anna Danilina Alexandra Panova                 | Miriam Kolodziejová Angela Kulikov        | 6-4, 6-2           | Tableau |
| 48 | 24-07-2023 | Ladies Open Lausanne Lausanne                            | WTA 250      | 259 303 $      | Terre (ext.) | Anna Bondár Diane Parry                        | Amina Anshba Anastasia Dețiuc             | 6-2, 6-1           | Tableau |
| 49 | 24-07-2023 | BNP Paribas Poland Open Varsovie                         | WTA 250      | 259 303 $      | Dur (ext.)   | Heather Watson Yanina Wickmayer                | Weronika Falkowska Katarzyna Piter        | 6-4, 6-4           | Tableau |
| 50 | 31-07-2023 | Livesport Prague Open Prague                             | WTA 250      | 259 303 $      | Dur (ext.)   | Nao Hibino Oksana Kalashnikova                 | Quinn Gleason Elixane Lechemia            | 67-7, 7-5, [10-3]  | Tableau |
| 51 | 31-07-2023 | Mubadala Citi DC Open Washington                         | WTA 500      | 780 637 $      | Dur (ext.)   | Laura Siegemund Vera Zvonareva                 | Alexa Guarachi Monica Niculescu           | 6-4, 6-4           | Tableau |
| 52 | 07-08-2023 | Polish Open Kozerki                                      | WTA 125      | 115 000 $      | Dur (ext.)   | Katarzyna Kawa Elixane Lechemia                | Naiktha Bains Maia Lumsden                | 6-3, 6-4           | Tableau |
| 53 | 07-08-2023 | Omnium National Bank Presented by Rogers Montréal        | WTA 1000     | 2 788 468 $    | Dur (ext.)   | Shuko Aoyama Ena Shibahara                     | Desirae Krawczyk Demi Schuurs             | 6-4, 4-6, [13-11]  | Tableau |
| 54 | 14-08-2023 | Golden Gate Open at Stanford Stanford                    | WTA 125      | 115 000 $      | Dur (ext.)   | Jodie Burrage Olivia Gadecki                   | Hailey Baptiste Claire Liu                | 7-64, 66-7, [10-8] | Tableau |
| 55 | 14-08-2023 | Baranquilla Open 2023 Barranquilla                       | WTA 125      | 115 000 $      | Dur (ext.)   | Valentíni Grammatikopoúlou Déspina Papamichaíl | Yuliana Lizarazo María Paulina Pérez      | 7-62, 7-5          | Tableau |
| 56 | 14-08-2023 | Western & Southern Open Cincinnati                       | WTA 1000     | 2 788 468 $    | Dur (ext.)   | Alycia Parks Taylor Townsend                   | Nicole Melichar Ellen Perez               | 61-7, 6-4, [10-6]  | Tableau |
| 57 | 21-08-2023 | Tennis in the Land Cleveland                             | WTA 250      | 259 303 $      | Dur (ext.)   | Miyu Kato Aldila Sutjiadi                      | Nicole Melichar Ellen Perez               | 6-4, 64-7, [10-8]  | Tableau |
| 58 | 21-08-2023 | Chicago Women's Open Chicago                             | WTA 125      | 125 000 $      | Dur (ext.)   | Ulrikke Eikeri Ingrid Neel                     | Cristina Bucșa Alexandra Panova           | Forfait            | Tableau |
| 59 | 28-08-2023 | US Open Flushing Meadows                                 | G. Chelem    | 29 488 400 $   | Dur (ext.)   | Gabriela Dabrowski Erin Routliffe              | Laura Siegemund Vera Zvonareva            | 7-69, 6-3          | Tableau |
| 60 | 04-09-2023 | Open delle Puglie Bari                                   | WTA 125      | 115 000 $      | Terre (ext.) | Katarzyna Kawa Anna Sisková                    | V. Grammatikopoúlou Elixane Lechemia      | 6-1, 6-2           | Tableau |
| 61 | 11-09-2023 | Cymbiotika San Diego Open San Diego                      | WTA 500      | 780 637 $      | Dur (ext.)   | Barbora Krejčíková Kateřina Siniaková          | Danielle Collins Coco Vandeweghe          | 6-1, 6-4           | Tableau |
| 62 | 11-09-2023 | Kinoshita Group Japan Open Osaka                         | WTA 250      | 259 303 $      | Dur (ext.)   | Anna-Lena Friedsam Nadiia Kichenok             | Anna Kalinskaya Yulia Putintseva          | 7-63, 6-3          | Tableau |
| 63 | 11-09-2023 | Țiriac Foundation Trophy Bucarest                        | WTA 125      | 115 000 $      | Terre (ext.) | Angelica Moratelli Camilla Rosatello           | V. Grammatikopoúlou Anna Sisková          | 7-5, 6-4           | Tableau |
| 64 | 11-09-2023 | Zavarovalnica Sava Ljubljana Ljubljana                   | WTA 125      | 115 000 $      | Terre (ext.) | Amina Anshba Quinn Gleason                     | Freya Christie Yuliana Lizarazo           | 6-3, 6-4           | Tableau |
| 65 | 17-09-2023 | Guadalajara Open Akron Guadalajara                       | WTA 1000     | 2 788 468 $    | Dur (ext.)   | Storm Hunter Elise Mertens                     | Gabriela Dabrowski Erin Routliffe         | 3-6, 6-2, [10-4]   | Tableau |
| 66 | 18-09-2023 | Galaxy Holding Group Guangzhou Open Guangzhou            | WTA 250      | 259 303 $      | Dur (ext.)   | Guo Hanyu Jiang Xinyu                          | Eri Hozumi Makoto Ninomiya                | 6-3, 7-64          | Tableau |
| 67 | 18-09-2023 | Parma Ladies Open Parme                                  | WTA 125      | 115 000 $      | Terre (ext.) | Dalila Jakupović Irina Khromacheva             | Anna Bondár Kimberley Zimmermann          | 6-2, 6-3           | Tableau |
| 68 | 25-09-2023 | Toray Pan Pacific Open Tokyo                             | WTA 500      | 780 637 $      | Dur (ext.)   | Ulrikke Eikeri Ingrid Neel                     | Eri Hozumi Makoto Ninomiya                | 3-6, 7-5, [10-5]   | Tableau |
| 69 | 25-09-2023 | Ningbo Open Ningbo                                       | WTA 250      | 259 303 $      | Dur (ext.)   | Laura Siegemund Vera Zvonareva                 | Guo Hanyu Jiang Xinyu                     | 4-6, 6-3, [10-5]   | Tableau |
| 70 | 30-09-2023 | China Open Pékin                                         | WTA 1000     | 8 127 389 $    | Dur (ext.)   | Marie Bouzková Sara Sorribes Tormo             | Chan Hao-ching Giuliana Olmos             | 3-6, 6-0, [10-4]   | Tableau |
| 71 | 09-10-2023 | Zhengzhou Open Zhengzhou                                 | WTA 500      | 780 637 $      | Dur (ext.)   | Gabriela Dabrowski Erin Routliffe              | Shuko Aoyama Ena Shibahara                | 6-2, 6-4           | Tableau |
| 72 | 09-10-2023 | Hana Bank Korea Open Séoul                               | WTA 250      | 259 303 $      | Dur (ext.)   | Marie Bouzková Bethanie Mattek-Sands           | Luksika Kumkhum Peangtarn Plipuech        | 6-2, 6-1           | Tableau |
| 73 | 09-10-2023 | Prudential Hong Kong tennis Open Hong Kong               | WTA 250      | 259 303 $      | Dur (ext.)   | Tang Qianhui Tsao Chia-yi                      | Oksana Kalashnikova Aliaksandra Sasnovich | 7-5, 1-6, [11-9]   | Tableau |
| 74 | 09-10-2023 | Open de Rouen Capfinances Rouen                          | WTA 125      | 115 000 $      | Dur (int.)   | Maia Lumsden Jessika Ponchet                   | Anna Bondár Kimberley Zimmermann          | 6-3, 7-64          | Tableau |
| 75 | 16-10-2023 | Jiangxi Open Nanchang                                    | WTA 250      | 259 303 $      | Dur (ext.)   | Laura Siegemund Vera Zvonareva                 | Eri Hozumi Makoto Ninomiya                | 6-4, 6-2           | Tableau |
| 76 | 16-10-2023 | Jasmin Open Monastir Monastir                            | WTA 250      | 259 303 $      | Dur (ext.)   | Sara Errani Jasmine Paolini                    | Mai Hontama Natalija Stevanović           | 2-6, 7-64, [10-6]  | Tableau |
| 77 | 16-10-2023 | Transylvania Open Cluj-Napoca                            | WTA 250      | 259 303 $      | Dur (int.)   | Jodie Burrage Jil Teichmann                    | Léolia Jeanjean Valeriya Strakhova        | 6-1, 6-4           | Tableau |
| 78 | 23-10-2023 | WTA Elite Trophy Zhuhai                                  | Elite Trophy | 2 419 844 $    | Dur (int.)   | Beatriz Haddad Maia Veronika Kudermetova       | Miyu Kato Aldila Sutjiadi                 | 6-3, 6-3           | Tableau |
| 79 | 23-10-2023 | Abierto Tampico Tampico                                  | WTA 125      | 115 000 $      | Dur (ext.)   | Kamilla Rakhimova Anastasia Tikhonova          | Sabrina Santamaria Heather Watson         | 7-65, 6-2          | Tableau |
| 80 | 30-10-2023 | WTA Finals Cancún                                        | Masters      | 9 000 000 $    | Dur (ext.)   | Laura Siegemund Vera Zvonareva                 | Nicole Melichar-Martinez Ellen Perez      | 6-4, 6-4           | Tableau |
| 81 | 30-10-2023 | Dow Tennis Classic Midland                               | WTA 125      | 115 000 $      | Dur (int.)   | Hailey Baptiste Whitney Osuigwe                | Sophie Chang Ashley Lahey                 | 2-6, 6-2, [10-1]   | Tableau |
| 82 | 13-11-2023 | LP Open by IND Colina                                    | WTA 125      | 115 000 $      | Terre (ext.) | Julia Lohoff Conny Perrin                      | Lucciana Perez Alarcon Daniela Seguel     | 7-64, 6-2          | Tableau |
| 83 | 20-11-2023 | MundoTenis Open Florianópolis                            | WTA 125      | 115 000 $      | Terre (ext.) | Sara Errani Léolia Jeanjean                    | Julia Lohoff Conny Perrin                 | 7-5, 3-6, [10-7]   | Tableau |
| 84 | 27-11-2023 | Crèdit Andorrà Open Andorre-la-Vieille                   | WTA 125      | 115 000 $      | Dur (int.)   | Erika Andreeva Céline Naef                     | Timea Babos Heather Watson                | 6-2, 6-1           | Tableau |
| 85 | 27-11-2023 | Argentina Open Buenos Aires                              | WTA 125      | 115 000 $      | Terre (ext.) | María Carlé Déspina Papamichaíl                | M.P. Pérez García Sofia Sewing            | 6-3, 4-6, [11-9]   | Tableau |
| 86 | 04-12-2023 | Open Angers Arena Loire Angers                           | WTA 125      | 115 000 $      | Dur (int.)   | Cristina Bucșa Monica Niculescu                | Anna Danilina Alexandra Panova            | 6-1, 6-3           | Tableau |
| 87 | 04-12-2023 | Montevideo Open Montevideo                               | WTA 125      | 115 000 $      | Terre (ext.) | María Carlé Julia Riera                        | Freya Christie Yuliana Lizarazo           | 7-6, 7-5           | Tableau |
| 88 | 11-12-2023 | Open BLS de Limoges Limoges                              | WTA 125      | 115 000 $      | Dur (int.)   | Cristina Bucșa Yana Sizikova                   | Oksana Kalashnikova Maia Lumsden          | 6-4, 6-1           | Tableau |

### Double mixte
| No | Date       | Nom et lieu du tournoi      | Catégorie | Dotation     | Surface      | Vainqueures                    | Finalistes                     | Score            |         |
| -- | ---------- | --------------------------- | --------- | ------------ | ------------ | ------------------------------ | ------------------------------ | ---------------- | ------- |
| 1  | 16-01-2023 | Australian Open Melbourne   | G. Chelem | NC           | Dur (ext.)   | Luisa Stefani Rafael Matos     | Sania Mirza Rohan Bopanna      | 7-62, 6-2        | Tableau |
| 2  | 28-05-2023 | Roland-Garros Paris         | G. Chelem | NC           | Terre (ext.) | Miyu Kato Tim Pütz             | Bianca Andreescu Michael Venus | 4-6, 6-4, [10-6] | Tableau |
| 3  | 03-07-2023 | The Championships Wimbledon | G. Chelem | NC           | Gazon (ext.) | Lyudmyla Kichenok Mate Pavić   | Xu Yifan Joran Vliegen         | 6-4, 69-7, 6-3   | Tableau |
| 4  | 28-08-2023 | US Open Flushing Meadows    | G. Chelem | 29 488 400 $ | Dur (ext.)   | Anna Danilina Harri Heliövaara | Jessica Pegula Austin Krajicek | 6-3, 6-4         | Tableau |

## Coupe Billie Jean King
La phase finale se déroule du 7 novembre 2023 au 12 novembre 2023. En finale, l'équipe du Canada s'impose face à l'équipe d'Italie.
| Italie – Canada : 0-2 12 novembre 2023 |                                         |                                     |             |
| 1                                      | Martina Trevisan                        | Marina Stakusic                     | 5-7, 3-6    |
| 1                                      | Jasmine Paolini                         | Leylah Fernandez                    | 2-6, 3-6    |
| 1                                      | Elisabetta Cocciaretto Martina Trevisan | Gabriela Dabrowski Leylah Fernandez | non-disputé |

## Informations statistiques

### En simple

#### Joueuses titrées
| Joueuse                | Nombre | Titres                                                   | GC | MS | ET | 1000 | 500 | 250 | 125 |
| ---------------------- | ------ | -------------------------------------------------------- | -- | -- | -- | ---- | --- | --- | --- |
| Iga Świątek            | 6      | Doha, Stuttgart, Roland-Garros, Varsovie, Pékin, Masters | 1  | 1  |    | 1    | 2   | 1   |     |
| Coco Gauff             | 4      | Auckland, Washington, Cincinnati, US Open                | 1  |    |    | 1    | 1   | 1   |     |
| Aryna Sabalenka        | 3      | Adélaïde 1, Open d'Australie, Madrid                     | 1  |    |    | 1    | 1   |     |     |
| Arantxa Rus            | 3      | La Bisbal, Contrexéville, Hambourg                       |    |    |    |      |     | 1   | 2   |
| Elena Rybakina         | 2      | Indian Wells, Rome                                       |    |    |    | 2    |     |     |     |
| Barbora Krejčíková     | 2      | Dubaï, San Diego                                         |    |    |    | 1    | 1   |     |     |
| Petra Kvitová          | 2      | Miami, Berlin                                            |    |    |    | 1    | 1   |     |     |
| Jessica Pegula         | 2      | Montréal, Séoul                                          |    |    |    | 1    |     | 1   |     |
| Belinda Bencic         | 2      | Adélaïde 2, Abou Dabi                                    |    |    |    |      | 2   |     |     |
| Ons Jabeur             | 2      | Charleston, Ningbo                                       |    |    |    |      | 1   | 1   |     |
| Zheng Qinwen           | 2      | Palerme, Zhengzhou                                       |    |    |    |      | 1   | 1   |     |
| Kateřina Siniaková     | 2      | Bad Homburg, Nanchang                                    |    |    |    |      |     | 2   |     |
| Elisabetta Cocciaretto | 2      | San Luis Potosí, Lausanne                                |    |    |    |      |     | 1   | 1   |
| Ashlyn Krueger         | 2      | Gaiba, Osaka                                             |    |    |    |      |     | 1   | 1   |
| Tatjana Maria          | 2      | Bogota, Barranquilla                                     |    |    |    |      |     | 1   | 1   |
| Marina Bassols Ribera  | 2      | Ljubljana, Andorre                                       |    |    |    |      |     |     | 2   |
| Ana Bogdan             | 2      | Iași, Parme                                              |    |    |    |      |     |     | 2   |
| Mayar Sherif           | 2      | Markarska, Valence                                       |    |    |    |      |     |     | 2   |
| Markéta Vondroušová    | 1      | Wimbledon                                                | 1  |    |    |      |     |     |     |
| Beatriz Haddad Maia    | 1      | Elite Trophy                                             |    |    | 1  |      |     |     |     |
| María Sákkari          | 1      | Guadalajara                                              |    |    |    | 1    |     |     |     |
| Madison Keys           | 1      | Eastbourne                                               |    |    |    |      | 1   |     |     |
| Veronika Kudermetova   | 1      | Tokyo                                                    |    |    |    |      | 1   |     |     |
| Ekaterina Alexandrova  | 1      | Bois-le-Duc                                              |    |    |    |      |     | 1   |     |
| Katie Boulter          | 1      | Nottingham                                               |    |    |    |      |     | 1   |     |
| Lucia Bronzetti        | 1      | Rabat                                                    |    |    |    |      |     | 1   |     |
| Lauren Davis           | 1      | Hobart                                                   |    |    |    |      |     | 1   |     |
| Leylah Fernandez       | 1      | Hong Kong                                                |    |    |    |      |     | 1   |     |
| Camila Giorgi          | 1      | Mérida                                                   |    |    |    |      |     | 1   |     |
| Nao Hibino             | 1      | Prague                                                   |    |    |    |      |     | 1   |     |
| Tamara Korpatsch       | 1      | Cluj                                                     |    |    |    |      |     | 1   |     |
| Marta Kostyuk          | 1      | Austin                                                   |    |    |    |      |     | 1   |     |
| Elise Mertens          | 1      | Monastir                                                 |    |    |    |      |     | 1   |     |
| Jeļena Ostapenko       | 1      | Birmingham                                               |    |    |    |      |     | 1   |     |
| Alycia Parks           | 1      | Lyon                                                     |    |    |    |      |     | 1   |     |
| Anastasia Potapova     | 1      | Linz                                                     |    |    |    |      |     | 1   |     |
| Sara Sorribes Tormo    | 1      | Cleveland                                                |    |    |    |      |     | 1   |     |
| Elina Svitolina        | 1      | Strasbourg                                               |    |    |    |      |     | 1   |     |
| Maria Timofeeva        | 1      | Budapest                                                 |    |    |    |      |     | 1   |     |
| Donna Vekić            | 1      | Monterrey                                                |    |    |    |      |     | 1   |     |
| Wang Xiyu              | 1      | Guangzhou                                                |    |    |    |      |     | 1   |     |
| Zhu Lin                | 1      | Hua Hin                                                  |    |    |    |      |     | 1   |     |
| Sára Bejlek            | 1      | Colina                                                   |    |    |    |      |     |     | 1   |
| Emina Bektas           | 1      | Tampico                                                  |    |    |    |      |     |     | 1   |
| Cristina Bucșa         | 1      | Limoges                                                  |    |    |    |      |     |     | 1   |
| Clara Burel            | 1      | Angers                                                   |    |    |    |      |     |     | 1   |
| Sorana Cîrstea         | 1      | Reus                                                     |    |    |    |      |     |     | 1   |
| Olga Danilović         | 1      | Båstad                                                   |    |    |    |      |     |     | 1   |
| Viktorija Golubic      | 1      | Rouen                                                    |    |    |    |      |     |     | 1   |
| Anna Kalinskaya        | 1      | Midland                                                  |    |    |    |      |     |     | 1   |
| Jasmine Paolini        | 1      | Florence                                                 |    |    |    |      |     |     | 1   |
| Diane Parry            | 1      | Paris Racing                                             |    |    |    |      |     |     | 1   |
| Laura Pigossi          | 1      | Buenos Aires                                             |    |    |    |      |     |     | 1   |
| Nadia Podoroska        | 1      | Cali                                                     |    |    |    |      |     |     | 1   |
| Astra Sharma           | 1      | Bucarest                                                 |    |    |    |      |     |     | 1   |
| Sloane Stephens        | 1      | Saint-Malo                                               |    |    |    |      |     |     | 1   |
| Ajla Tomljanović       | 1      | Florianopolis                                            |    |    |    |      |     |     | 1   |
| Viktoriya Tomova       | 1      | Chicago                                                  |    |    |    |      |     |     | 1   |
| Wang Yafan             | 1      | Stanford                                                 |    |    |    |      |     |     | 1   |
| Dayana Yastremska      | 1      | Kozerki                                                  |    |    |    |      |     |     | 1   |
| Renata Zarazúa         | 1      | Montevideo                                               |    |    |    |      |     |     | 1   |
| Tamara Zidansek        | 1      | Bari                                                     |    |    |    |      |     |     | 1   |
| Total                  | 88     |                                                          | 4  | 1  | 1  | 9    | 12  | 30  | 31  |

#### Premiers titres en carrière
| Joueuse                                          | Début de carrière | Premier titre |
| ------------------------------------------------ | ----------------- | ------------- |
| Marina Bassols Ribera                            | 2017              | Ljubljana     |
| Sára Bejlek                                      | 2021              | Colina        |
| Emina Bektas                                     | 2016              | Tampico       |
| Katie Boulter                                    | 2013              | Nottingham    |
| Lucia Bronzetti                                  | 2016              | Rabat         |
| Cristina Bucșa*                                  | 2015              | Limoges       |
| Clara Burel                                      | 2019              | Angers        |
| Anna Kalinskaya*                                 | 2015              | Midland       |
| Marta Kostyuk*                                   | 2018              | Austin        |
| Laura Pigossi                                    | 2012              | Buenos Aires  |
| Nadia Podoroska*                                 | 2011              | Cali          |
| Maria Timofeeva                                  | 2019              | Budapest      |
| Ajla Tomljanović                                 | 2009              | Florianopolis |
| Viktoriya Tomova                                 | 2009              | Chicago       |
| Wang Xiyu                                        | 2018              | Guangzhou     |
| Renata Zarazúa                                   | 2014              | Montevideo    |
| * Joueuse ayant déjà remporté un titre en double |                   |               |

#### Titres par surface et par nation
| Pays        | Total | Nombre par surface | Nombre par surface | Nombre par surface | Titre(s) |
| Pays        | Total | Dur                | Terre              | Gazon              | Titre(s) |
| ----------- | ----- | ------------------ | ------------------ | ------------------ | --- |
| États-Unis  | 13    | 10                 | 1                  | 2                  | Auckland, Hobart, Lyon, Saint-Malo, Gaiba, Eastbourne, Washington, Montréal, Cincinnati, US Open, Osaka, Séoul, Tampico |
| Tchéquie    | 8     | 4                  | 1                  | 3                  | Dubaï, Miami, Berlin, Bad Homburg, Wimbledon, San Diego, Nanchang, Colina                                               |
| Pologne     | 6     | 4                  | 2                  |                    | Doha, Stuttgart, Roland-Garros, Varsovie, Pékin, Masters                                                                |
| Russie      | 5     | 3                  | 1                  | 1                  | Linz, Bois-le-Duc, Budapest, Tokyo, Midland                                                                             |
| Chine       | 5     | 4                  | 1                  |                    | Hua Hin, Palerme, Stanford, Guangzhou, Zhengzhou                                                                        |
| Italie      | 5     | 1                  | 4                  |                    | Mérida, San Luis Potosí, Florence, Rabat, Lausanne                                                                      |
| Espagne     | 4     | 3                  | 1                  |                    | Cleveland, Ljubljana, Andorre, Limoges                                                                                  |
| Allemagne   | 3     | 2                  | 1                  |                    | Bogota, Barranquilla, Cluj                                                                                              |
| Biélorussie | 3     | 2                  | 1                  |                    | Adélaïde 1, Open d'Australie, Madrid                                                                                    |
| Pays-Bas    | 3     |                    | 3                  |                    | La Bisbal, Contrexéville, Hambourg                                                                                      |
| Roumanie    | 3     |                    | 3                  |                    | Reus, Iași, Parme |
| Suisse      | 3     | 3                  |                    |                    | Adélaïde 2, Abou Dabi, Rouen                                                                                            |
| Ukraine     | 3     | 2                  | 1                  |                    | Austin, Strasbourg, Kozerki                                                                                             |
| Australie   | 2     |                    | 2                  |                    | Bucarest, Florianopolis                                                                                                 |
| Brésil      | 2     | 1                  | 1                  |                    | Elite Trophy, Buenos Aires                                                                                              |
| Égypte      | 2     |                    | 2                  |                    | Makarska, Valence |
| France      | 2     | 1                  | 1                  |                    | Paris Racing, Angers |
| Kazakhstan  | 2     | 1                  | 1                  |                    | Indian Wells, Rome |
| Tunisie     | 2     | 1                  | 1                  |                    | Charleston, Ningbo |
| Argentine   | 1     |                    | 1                  |                    | Cali |
| Belgique    | 1     | 1                  |                    |                    | Monastir |
| Bulgarie    | 1     | 1                  |                    |                    | Chicago |
| Canada      | 1     | 1                  |                    |                    | Hong Kong |
| Croatie     | 1     | 1                  |                    |                    | Monterrey |
| Grèce       | 1     | 1                  |                    |                    | Guadalajara |
| Japon       | 1     | 1                  |                    |                    | Prague |
| Lettonie    | 1     |                    |                    | 1                  | Birmingham |
| Mexique     | 1     |                    | 1                  |                    | Montevideo |
| Royaume-Uni | 1     |                    |                    | 1                  | Nottingham |
| Serbie      | 1     |                    | 1                  |                    | Båstad |
| Slovénie    | 1     |                    | 1                  |                    | Bari |
| Total       | 88    | 48                 | 32                 | 8                  | |

### En double

#### Joueuses titrées
| Joueuse                    | Nombre | Titres                                                | GC | MS | ET | 1000 | 500 | 250 | 125 |
| -------------------------- | ------ | ----------------------------------------------------- | -- | -- | -- | ---- | --- | --- | --- |
| Laura Siegemund            | 5      | Hobart, Washington, Ningbo, Nanchang, Masters         |    | 1  |    |      | 1   | 3   |     |
| Vera Zvonareva             | 5      | Paris Racing, Washington, Ningbo, Nanchang, Masters   |    | 1  |    |      | 1   | 2   | 1   |
| Ingrid Neel                | 5      | Florence, Makarska, Nottingham, Chicago, Tokyo        |    |    |    |      | 1   | 1   | 3   |
| Barbora Krejčíková         | 4      | Open d'Australie, Indian Wells, Birmingham, San Diego | 1  |    |    | 1    | 1   | 1   |     |
| Cristina Bucșa             | 4      | Lyon, Contrexéville, Angers, Limoges                  |    |    |    |      |     | 1   | 3   |
| Kateřina Siniaková         | 3      | Open d'Australie, Indian Wells, San Diego             | 1  |    |    | 1    | 1   |     |     |
| Erin Routliffe             | 3      | Austin, US Open, Zhengzhou                            | 1  |    |    |      | 1   | 1   |     |
| Storm Hunter               | 3      | Reus, Rome, Guadalajara                               |    |    |    | 2    |     |     | 1   |
| Taylor Townsend            | 3      | Adélaïde 1, Adélaïde 2, Cincinnati                    |    |    |    | 1    | 2   |     |     |
| Desirae Krawczyk           | 3      | Charleston, Stuttgart, Eastbourne                     |    |    |    |      | 3   |     |     |
| Luisa Stefani              | 3      | Adélaïde 2, Abou Dabi, Berlin                         |    |    |    |      | 3   |     |     |
| Ulrikke Eikeri             | 3      | Nottingham, Chicago, Tokyo                            |    |    |    |      | 1   | 1   | 1   |
| Aldila Sutjiadi            | 3      | Auckland, Austin, Cleveland                           |    |    |    |      |     | 3   |     |
| Irina Khromacheva          | 3      | Bogota, Båstad, Parme                                 |    |    |    |      |     | 1   | 2   |
| Katarzyna Kawa             | 3      | Cali, Kozerki, Bari                                   |    |    |    |      |     |     | 3   |
| Hsieh Su-wei               | 2      | Roland-Garros, Wimbledon                              | 2  |    |    |      |     |     |     |
| Gabriela Dabrowski         | 2      | US Open, Zhengzhou                                    | 1  |    |    |      | 1   |     |     |
| Beatriz Haddad Maia        | 2      | Madrid, Elite Trophy                                  |    |    | 1  | 1    |     |     |     |
| Veronika Kudermetova       | 2      | Dubaï, Elite Trophy                                   |    |    | 1  | 1    |     |     |     |
| Elise Mertens              | 2      | Rome, Guadalajara                                     |    |    |    | 2    |     |     |     |
| Coco Gauff                 | 2      | Doha, Miami                                           |    |    |    | 1    | 1   |     |     |
| Jessica Pegula             | 2      | Doha, Miami                                           |    |    |    | 1    | 1   |     |     |
| Shuko Aoyama               | 2      | Bois-le-Duc, Montréal                                 |    |    |    | 1    |     | 1   |     |
| Marie Bouzková             | 2      | Guadalajara, Séoul                                    |    |    |    | 1    |     | 1   |     |
| Ena Shibahara              | 2      | Bois-le-Duc, Montréal                                 |    |    |    | 1    |     | 1   |     |
| Demi Schuurs               | 2      | Stuttgart, Eastbourne                                 |    |    |    |      | 2   |     |     |
| Miyu Kato                  | 2      | Auckland, Cleveland                                   |    |    |    |      |     | 2   |     |
| Diane Parry                | 2      | Mérida, Lausanne                                      |    |    |    |      |     | 2   |     |
| Yana Sizikova              | 2      | Rabat, Palerme                                        |    |    |    |      |     | 2   |     |
| Jodie Burrage              | 2      | Stanford, Cluj                                        |    |    |    |      |     | 1   | 1   |
| Anna Danilina              | 2      | Paris Racing, Hambourg                                |    |    |    |      |     | 1   | 1   |
| Sara Errani                | 2      | Monastir, Florianopolis                               |    |    |    |      |     | 1   | 1   |
| Bibiane Schoofs            | 2      | Lyon, Saint-Malo                                      |    |    |    |      |     | 1   | 1   |
| Wu Fang-hsien              | 2      | Hua Hin, Makarska                                     |    |    |    |      |     | 1   | 1   |
| Aliona Bolsova             | 2      | San Luis Potosí, Valence                              |    |    |    |      |     |     | 2   |
| María Carlé                | 2      | Buenos Aires, Montevideo                              |    |    |    |      |     |     | 2   |
| Andrea Gámiz               | 2      | San Luis Potosí, Valence                              |    |    |    |      |     |     | 2   |
| Dalila Jakupović           | 2      | Iași, Parme                                           |    |    |    |      |     |     | 2   |
| Déspina Papamichaíl        | 2      | Barranquilla, Buenos Aires                            |    |    |    |      |     |     | 2   |
| Barbora Strýcová           | 1      | Wimbledon                                             | 1  |    |    |      |     |     |     |
| Wang Xinyu                 | 1      | Roland-Garros                                         | 1  |    |    |      |     |     |     |
| Victoria Azarenka          | 1      | Madrid                                                |    |    |    | 1    |     |     |     |
| Alycia Parks               | 1      | Cincinnati                                            |    |    |    | 1    |     |     |     |
| Liudmila Samsonova         | 1      | Dubaï                                                 |    |    |    | 1    |     |     |     |
| Sara Sorribes Tormo        | 1      | Guadalajara                                           |    |    |    | 1    |     |     |     |
| Danielle Collins           | 1      | Charleston                                            |    |    |    |      | 1   |     |     |
| Caroline Garcia            | 1      | Berlin                                                |    |    |    |      | 1   |     |     |
| Asia Muhammad              | 1      | Adélaïde 1                                            |    |    |    |      | 1   |     |     |
| Zhang Shuai                | 1      | Abou Dabi                                             |    |    |    |      | 1   |     |     |
| Anna Bondár                | 1      | Lausanne                                              |    |    |    |      |     | 1   |     |
| Chan Hao-ching             | 1      | Hua Hin                                               |    |    |    |      |     | 1   |     |
| Natela Dzalamidze          | 1      | Linz                                                  |    |    |    |      |     | 1   |     |
| Kirsten Flipkens           | 1      | Hobart                                                |    |    |    |      |     | 1   |     |
| Anna-Lena Friedsam         | 1      | Osaka                                                 |    |    |    |      |     | 1   |     |
| Ingrid Gamarra Martins     | 1      | Bad Homburg                                           |    |    |    |      |     | 1   |     |
| Guo Hanyu                  | 1      | Guangzhou                                             |    |    |    |      |     | 1   |     |
| Nao Hibino                 | 1      | Prague                                                |    |    |    |      |     | 1   |     |
| Jiang Xinyu                | 1      | Guangzhou                                             |    |    |    |      |     | 1   |     |
| Oksana Kalashnikova        | 1      | Prague                                                |    |    |    |      |     | 1   |     |
| Nadiia Kichenok            | 1      | Osaka                                                 |    |    |    |      |     | 1   |     |
| Marta Kostyuk              | 1      | Birmingham                                            |    |    |    |      |     | 1   |     |
| Viktória Kužmová           | 1      | Linz                                                  |    |    |    |      |     | 1   |     |
| Yuliana Lizarazo           | 1      | Monterrey                                             |    |    |    |      |     | 1   |     |
| Lidziya Marozava           | 1      | Bad Homburg                                           |    |    |    |      |     | 1   |     |
| Bethanie Mattek-Sands      | 1      | Séoul                                                 |    |    |    |      |     | 1   |     |
| Caty McNally               | 1      | Mérida                                                |    |    |    |      |     | 1   |     |
| Alexandra Panova           | 1      | Hambourg                                              |    |    |    |      |     | 1   |     |
| Jasmine Paolini            | 1      | Monastir                                              |    |    |    |      |     | 1   |     |
| María Paulina Pérez García | 1      | Monterrey                                             |    |    |    |      |     | 1   |     |
| Katarzyna Piter            | 1      | Budapest                                              |    |    |    |      |     | 1   |     |
| Sabrina Santamaria         | 1      | Rabat                                                 |    |    |    |      |     | 1   |     |
| Iryna Shymanovich          | 1      | Bogota                                                |    |    |    |      |     | 1   |     |
| Fanny Stollár              | 1      | Budapest                                              |    |    |    |      |     | 1   |     |
| Tang Qianhui               | 1      | Hong Kong                                             |    |    |    |      |     | 1   |     |
| Jil Teichmann              | 1      | Cluj                                                  |    |    |    |      |     | 1   |     |
| Tsao Chia-yi               | 1      | Hong Kong                                             |    |    |    |      |     | 1   |     |
| Heather Watson             | 1      | Varsovie                                              |    |    |    |      |     | 1   |     |
| Yanina Wickmayer           | 1      | Varsovie                                              |    |    |    |      |     | 1   |     |
| Xu Yifan                   | 1      | Strasbourg                                            |    |    |    |      |     | 1   |     |
| Yang Zhaoxuan              | 1      | Strasbourg                                            |    |    |    |      |     | 1   |     |
| Kimberley Zimmermann       | 1      | Palerme                                               |    |    |    |      |     | 1   |     |
| Erika Andreeva             | 1      | Andorre                                               |    |    |    |      |     |     | 1   |
| Amina Anshba               | 1      | Ljubljana                                             |    |    |    |      |     |     | 1   |
| Hailey Baptiste            | 1      | Midland                                               |    |    |    |      |     |     | 1   |
| Caroline Dolehide          | 1      | La Bisbal                                             |    |    |    |      |     |     | 1   |
| Veronika Erjavec           | 1      | Iași                                                  |    |    |    |      |     |     | 1   |
| Weronika Falkowska         | 1      | Cali                                                  |    |    |    |      |     |     | 1   |
| Alena Fomina               | 1      | Contrexéville                                         |    |    |    |      |     |     | 1   |
| Olivia Gadecki             | 1      | Stanford                                              |    |    |    |      |     |     | 1   |
| Quinn Gleason              | 1      | Ljubljana                                             |    |    |    |      |     |     | 1   |
| V. Grammatikopoúlou        | 1      | Barranquilla                                          |    |    |    |      |     |     | 1   |
| Han Na-lae                 | 1      | Gaiba                                                 |    |    |    |      |     |     | 1   |
| Vivian Heisen              | 1      | Florence                                              |    |    |    |      |     |     | 1   |
| Jang Su-jeong              | 1      | Gaiba                                                 |    |    |    |      |     |     | 1   |
| Léolia Jeanjean            | 1      | Florianopolis                                         |    |    |    |      |     |     | 1   |
| Elixane Lechemia           | 1      | Kozerki                                               |    |    |    |      |     |     | 1   |
| Julia Lohoff               | 1      | Colina                                                |    |    |    |      |     |     | 1   |
| Maia Lumsden               | 1      | Rouen                                                 |    |    |    |      |     |     | 1   |
| Greet Minnen               | 1      | Saint-Malo                                            |    |    |    |      |     |     | 1   |
| Angelica Moratelli         | 1      | Bucarest                                              |    |    |    |      |     |     | 1   |
| Céline Naef                | 1      | Andorre                                               |    |    |    |      |     |     | 1   |
| Monica Niculescu           | 1      | Angers                                                |    |    |    |      |     |     | 1   |
| Whitney Osuigwe            | 1      | Midland                                               |    |    |    |      |     |     | 1   |
| Ellen Perez                | 1      | Reus                                                  |    |    |    |      |     |     | 1   |
| Conny Perrin               | 1      | Colina                                                |    |    |    |      |     |     | 1   |
| Jessika Ponchet            | 1      | Rouen                                                 |    |    |    |      |     |     | 1   |
| Kamilla Rakhimova          | 1      | Tampico                                               |    |    |    |      |     |     | 1   |
| Julia Riera                | 1      | Montevideo                                            |    |    |    |      |     |     | 1   |
| Camilla Rosatello          | 1      | Bucarest                                              |    |    |    |      |     |     | 1   |
| Diana Shnaider             | 1      | La Bisbal                                             |    |    |    |      |     |     | 1   |
| Anna Sisková               | 1      | Bari                                                  |    |    |    |      |     |     | 1   |
| Anastasia Tikhonova        | 1      | Tampico                                               |    |    |    |      |     |     | 1   |
| Panna Udvardy              | 1      | Båstad                                                |    |    |    |      |     |     | 1   |
| Total                      | 176    |                                                       | 8  | 2  | 2  | 18   | 24  | 60  | 62  |

#### Premiers titres en carrière
| Joueuse                                          | Début de carrière | Premier titre |
| ------------------------------------------------ | ----------------- | ------------- |
| Erika Andreeva                                   | 2020              | Andorre       |
| Amina Anshba                                     | 2015              | Ljubljana     |
| Jodie Burrage                                    | 2017              | Stanford      |
| María Carlé                                      | 2017              | Buenos Aires  |
| Danielle Collins*                                | 2016              | Charleston    |
| Olivia Gadecki                                   | 2016              | Stanford      |
| Quinn Gleason                                    | 2016              | Ljubljana     |
| V. Grammatikopoúlou*                             | 2011              | Barranquilla  |
| Guo Hanyu                                        | 2016              | Guangzhou     |
| Vivian Heisen                                    | 2012              | Florence      |
| Léolia Jeanjean                                  | 2012              | Florianopolis |
| Yuliana Lizarazo                                 | 2011              | Monterrey     |
| Maia Lumsden                                     | 2017              | Rouen         |
| Angelica Moratelli                               | 2011              | Bucarest      |
| Céline Naef                                      | 2022              | Andorre       |
| Whitney Osuigwe                                  | 2017              | Midland       |
| Déspina Papamichaíl                              | 2009              | Barranquilla  |
| Diane Parry*                                     | 2019              | Mérida        |
| M.P. Pérez García                                | 2013              | Monterrey     |
| Conny Perrin                                     | 2007              | Colina        |
| Jessika Ponchet                                  | 2012              | Rouen         |
| Julia Riera                                      | 2021              | Montevideo    |
| Camilla Rosatello                                | 2011              | Bucarest      |
| Liudmila Samsonova*                              | 2016              | Dubaï         |
| Diana Shnaider*                                  | 2022              | La Bisbal     |
| Iryna Shymanovich                                | 2017              | Bogota        |
| Anna Sisková                                     | 2018              | Bari          |
| Anastasia Tikhonova                              | 2018              | Tampico       |
| Tsao Chia-yi                                     | 2023              | Hong Kong     |
| * Joueuse ayant déjà remporté un titre en simple |                   |               |

#### Titres par nation
| Pays             | Nombre | Titre(s) |
| ---------------- | ------ | --- |
| Russie           | 17     | Dubaï, Paris Racing, Rabat, La Bisbal, Båstad, Contrexéville, Palerme, Hambourg, Washington, Cincinnati, Ljubljana, Ningbo, Nanchang, Elite Trophy, Tampico, Masters, Andorre |
| États-Unis       | 13     | Adélaïde 1, Adélaïde 2, Doha, Mérida, Miami, Charleston, Stuttgart, Rabat, La Bisbal, Eastbourne, Ljubljana, Séoul, Midland                                                   |
| Allemagne        | 8      | Hobart, Florence, Washington, Osaka, Ningbo, Nanchang, Masters, Colina |
| Tchéquie         | 8      | Open d'Australie, Indian Wells, Birmingham, Wimbledon, Bari, San Diego, Pékin, Séoul                                                                                          |
| Espagne          | 7      | Lyon, San Luis Potosí, Valence, Contrexéville, Pékin, Angers, Limoges |
| Belgique         | 6      | Hobart, Saint-Malo, Rome, Palerme, Varsovie, Guadalajara |
| Brésil           | 6      | Adélaïde 2, Abou Dabi, Madrid, Berlin, Bad Homburg, Elite Trophy |
| France           | 6      | Mérida, Berlin, Lausanne, Kozerki, Rouen, Florianopolis |
| Chine            | 5      | Abou Dabi, Strasbourg, Roland-Garros, Guangzhou, Hong Kong |
| Estonie          | 5      | Florence, Makarska, Nottingham, Chicago, Tokyo |
| Japon            | 5      | Auckland, Bois-le-Duc, Prague, Montréal, Cleveland |
| Taïwan           | 5      | Hua Hin, Roland-Garros, Makarska, Wimbledon, Hong Kong |
| Australie        | 4      | Reus, Rome, Stanford, Guadalajara |
| Pays-Bas         | 4      | Lyon, Stuttgart, Saint-Malo, Eastbourne |
| Pologne          | 4      | Cali, Budapest, Kozerki, Bari |
| Royaume-Uni      | 4      | Varsovie, Stanford, Rouen, Cluj |
| Biélorussie      | 3      | Bogota, Madrid, Bad Homburg |
| Hongrie          | 3      | Båstad, Budapest, Lausanne |
| Indonésie        | 3      | Auckland, Austin, Cleveland |
| Italie           | 3      | Bucarest, Monastir, Florianopolis |
| Norvège          | 3      | Nottingham, Chicago, Tokyo |
| Nouvelle-Zélande | 3      | Austin, US Open, Zhengzhou |
| Suisse           | 3      | Cluj, Colina, Andorre |
| Argentine        | 2      | Buenos Aires, Montevideo |
| Canada           | 2      | US Open, Zhengzhou |
| Géorgie          | 2      | Linz, Prague |
| Grèce            | 2      | Barranquilla, Buenos Aires |
| Kazakhstan       | 2      | Paris Racing, Hambourg |
| Ukraine          | 2      | Birmingham, Osaka |
| Venezuela        | 2      | San Luis Potosí, Valence |
| Colombie         | 1      | Monterrey |
| Corée du Sud     | 1      | Gaiba |
| Roumanie         | 1      | Angers |
| Slovaquie        | 1      | Linz |
| Slovénie         | 1      | Iași |

Note : Un titre remporté par une paire du même pays ne compte que pour un titre.

### Retraits du circuit
- Samantha Stosur (21/01/2023)[5]
- Sania Mirza (21/02/2023)[6]
- Irina Falconi (27/06/2023)[7]
- Anett Kontaveit (06/07/2023)[8]
- Kirsten Flipkens (10/07/2023)[9]
- Ayumi Morita (04/08/2023)[10]
- Anastasia Rodionova (14/08/2023)[11]
- Jana Cepelova (23/08/2023)[12]
- Coco Vandeweghe (30/08/2023)[13]
- Maryna Zanevska (30/08/2023)[14]
- Barbora Strycova (05/09/2023)[15]
- Misaki Doi (28/09/2023)[16]

### Retours
- Barbora Strýcová [17]
- Caroline Wozniacki [18]